# Hôpital Ambroise-Paré
Het Hôpital Ambroise-Paré is een ziekenhuis in Boulogne-Billancourt, Île-de-France (Frankrijk). Het is opgericht in 1923. Het was een van de belangrijkste en bekendste centra voor oncologie en hematologie in Europa. Het is onderdeel van de Assistance publique - Hôpitaux de Paris en een academisch ziekenhuis van de Universiteit van Versailles-Saint-Quentin-en-Yvelines en is een van de grootste ziekenhuizen van Europa.